# Écaille fermière
Arctia villica
Espèce
L'Écaille fermière ou Écaille villageoise (Arctia villica) est une espèce paléarctique de lépidoptères (papillons) de la famille des Erebidae et de la sous-famille des Arctiinae.

## Description

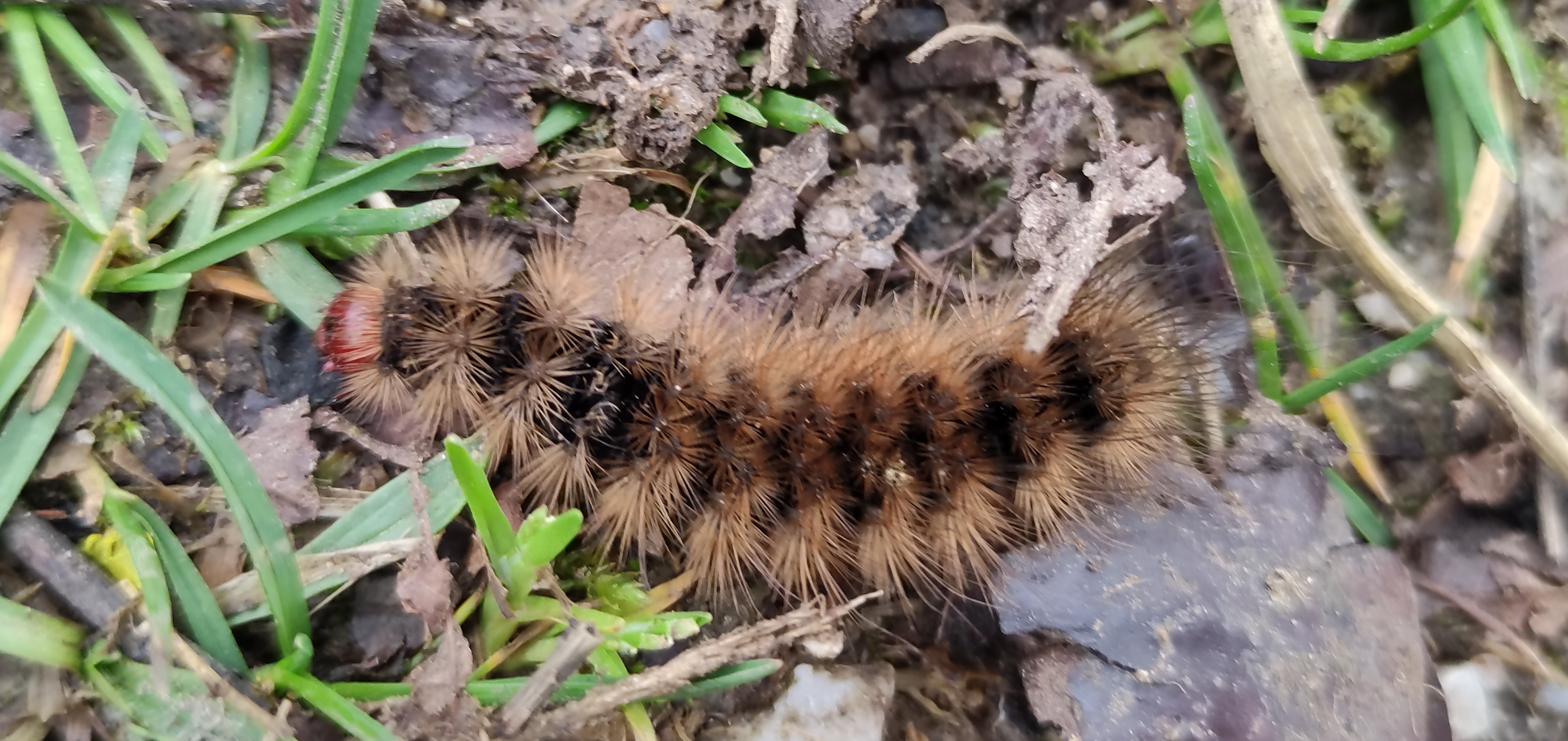
Écaille fermière au stade de chenille

L'imago a une envergure de 60 à 68 mm.

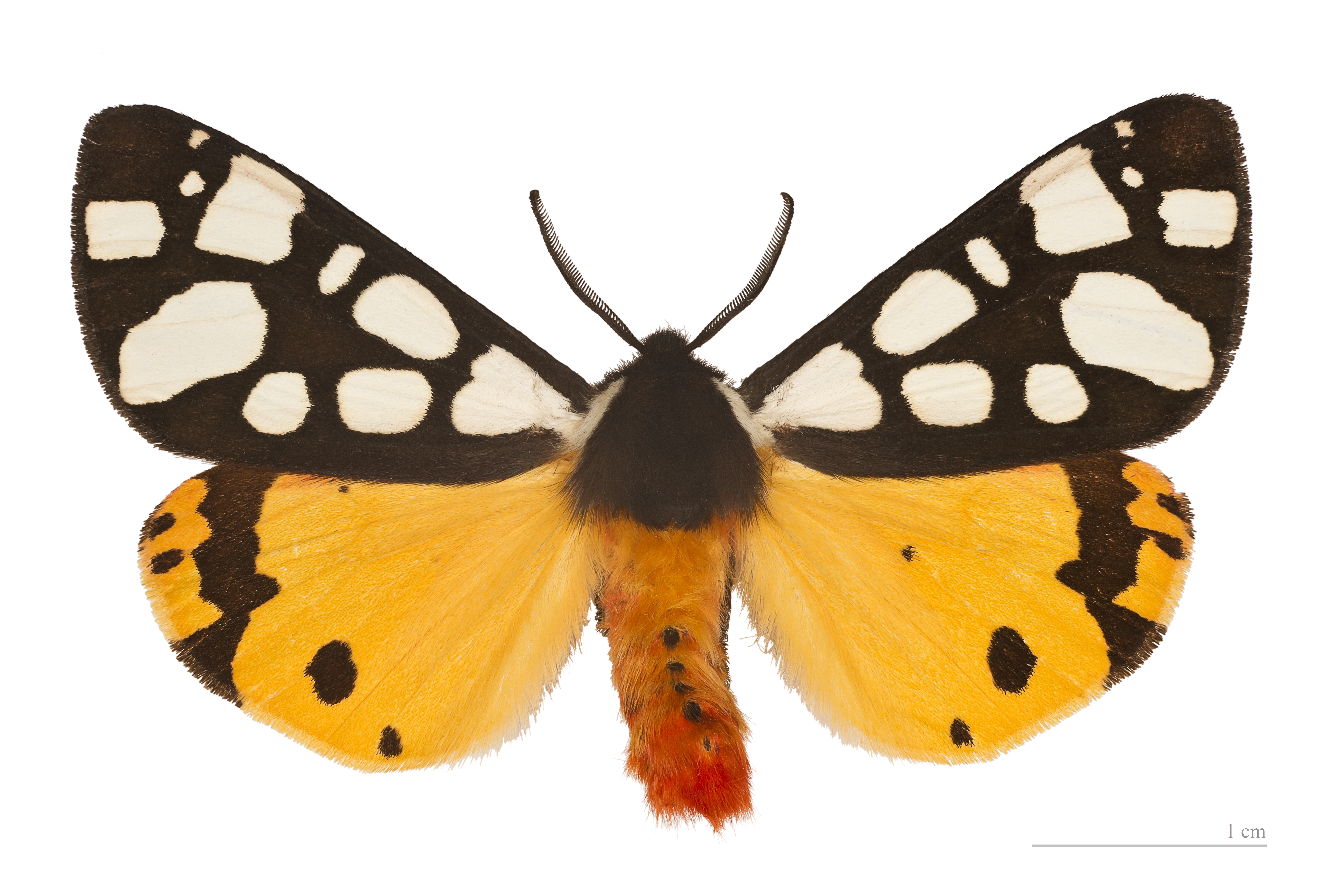
Face dorsale – coll. MHNT.
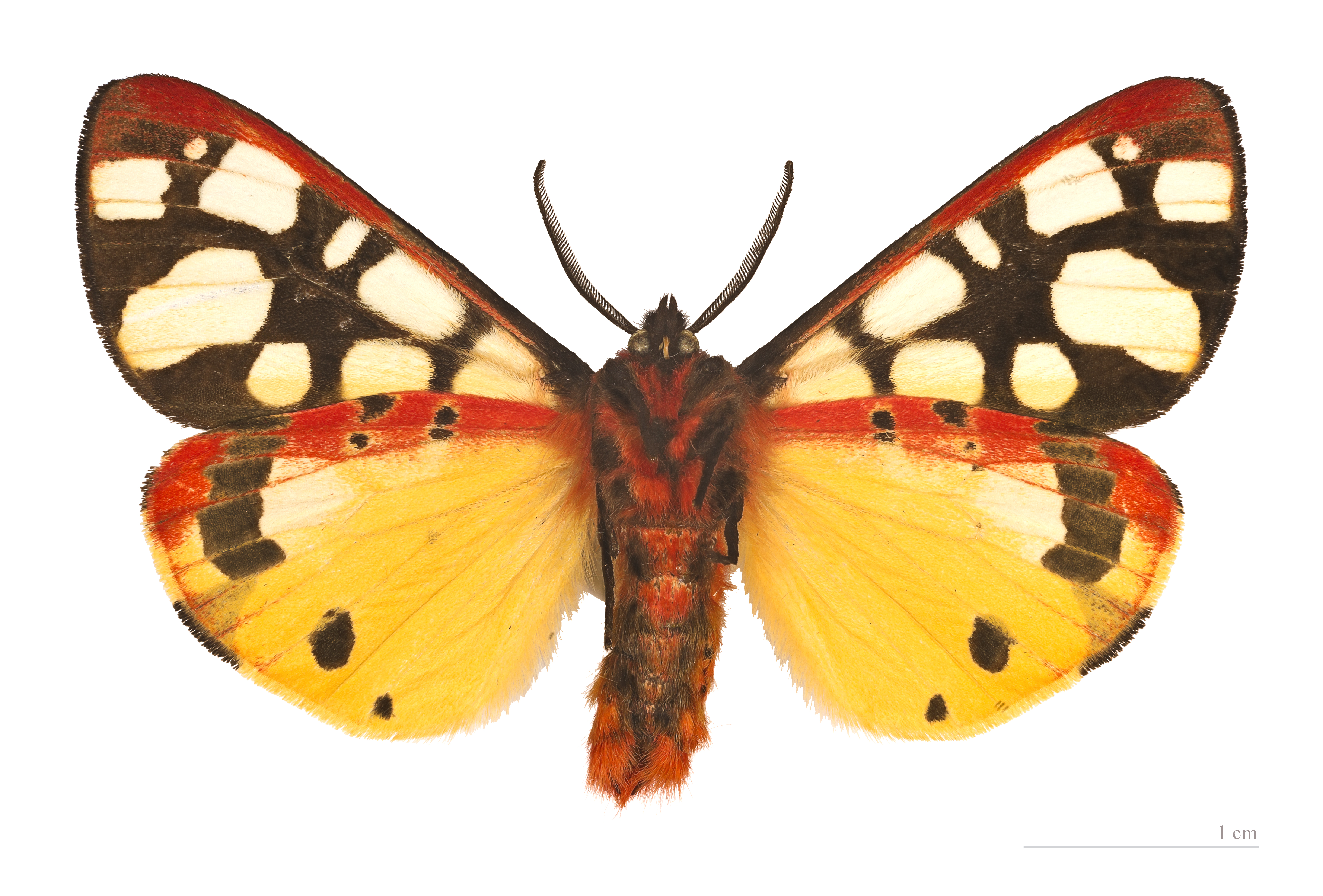
Face ventrale – coll. MHNT.

## Distribution
Arctia villica est répandue de l'Europe et l'Afrique du Nord jusqu'à l'Asie centrale.

## Biologie

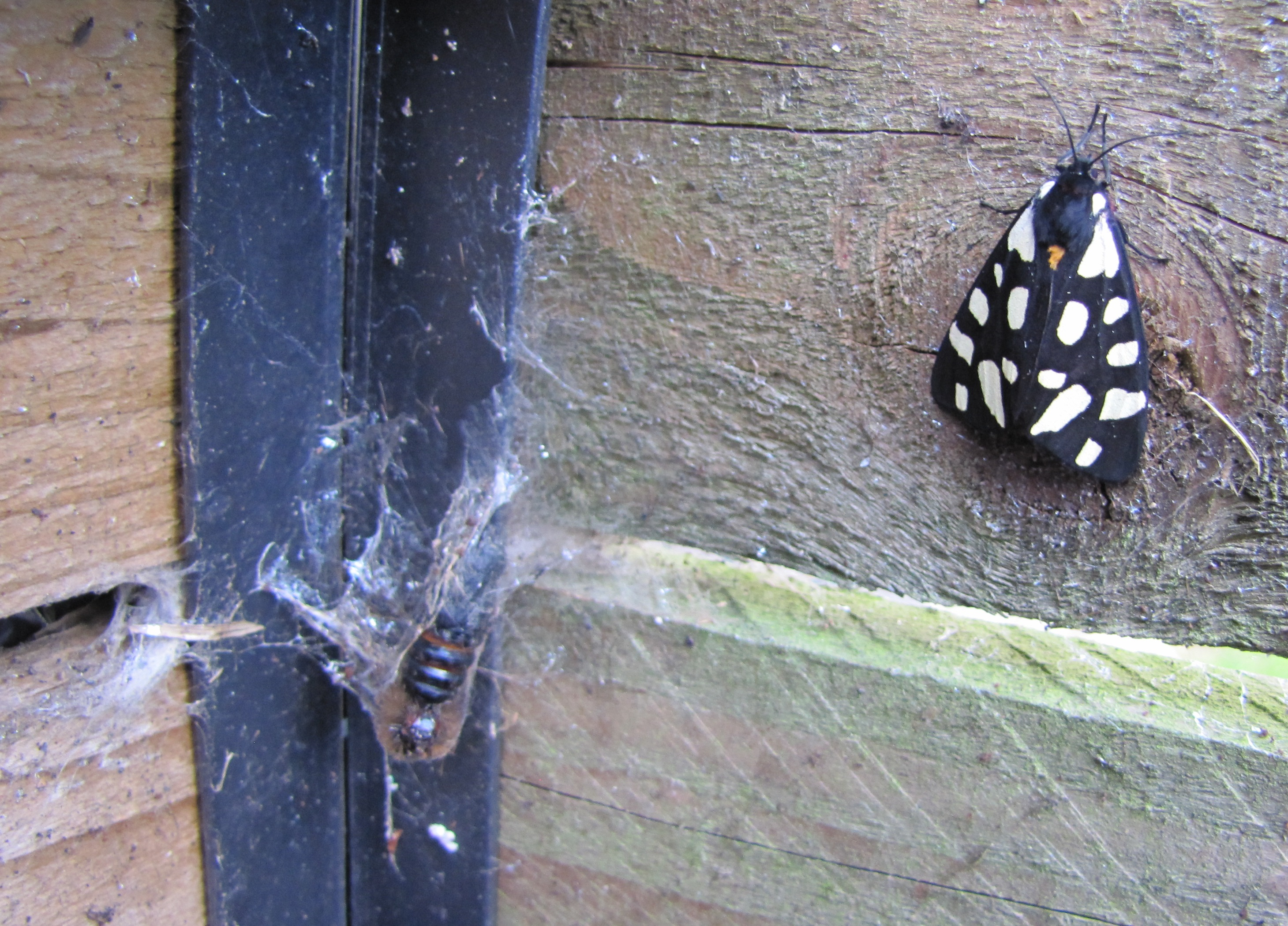
Écaille fermière venant de sortir de sa chrysalide.

Cette espèce est univoltine : elle n'effectue qu'un cycle reproductif par an.
L'imago peut être vu de mars à juillet selon le lieu d’observation.
Les chenilles peuvent être aperçues dès le début du printemps sur des plantes de familles très variées dont elles se nourrissent. 

## Systématique
L'espèce Arctia villica a été décrite par le naturaliste suédois Carl von Linné en 1758, sous le nom initial de Phalaena villica,.

### Synonymie
- Phalaena villica Linnaeus, 1758 — Protonyme
- Epicallia villica (Linnaeus, 1758)
- Arctia villica meridionalis Heinrich, 1923
- Chelonia villica corsica Oberthür, 1911
- Chelonia villica nicaeensis Oberthür, 1911
- Bombyx vidua Poda, 1761

### Sous-espèces
On recense plusieurs sous-espèces :
- Arctia villica villica (Linnaeus, 1758)
- Arctia villica angelica (Boisduval, 1829)
- Arctia villica fulminans Staudinger, 1871
- Arctia villica syriaca (Oberthür, 1911)
- Arctia villica transuralica (Dubatolov, 2007)
- Arctia villica tienshana de Freina, 2011
- Arctia villica armenogrusinia de Freina, 2011

## Philatélie
L’Écaille fermière est figurée sur un timbre-poste allemand de 1992 de 100+50 pfennigs.